# Tánczos Tibor (színművész)
Tánczos Tibor (Szentgotthárd, 1923. február 24. – Veszprém, 1979. június 28.) Jászai Mari-díjas magyar színész.

## Életpálya
Szentgotthárdon született 1923. február 24-én. Diákévei alatt rendszeresen szerepelt amatőrtársulatokban, színészi pályáját 1946-ban, a szombathelyi társulatnál kezdte. Az ország több vidéki színházában játszott, állomáshelyei: Sopron, Győr, Miskolc, Pécs, Debrecen, Kecskemét voltak. 1954-ben szerzett színészi diplomát a Színház- és Filmművészeti Főiskolán. 1962-1964 a Veszprémi Petőfi Színház, 1964-1970 a győri Kisfaludy Színház, majd 1970-től haláláig ismét a veszprémi színház művésze volt. Drámai szerepek belső szenvedélytől fűtött alakításával tűnt ki. 1970-ben Jászai Mari-díjat kapott.

## Fontosabb színházi szerepei
- Fjodor Mihajlovics Dosztojevszkij: Bűn és bűnhődés – Porfirij
- Lev Nyikolajevics Tolsztoj – Erwin Piscator: Háború és béke – Pierre
- Max Frisch: És a holtak újra énekelnek – Rádiós
- Bródy Sándor: A tanítónő – Szolgabíró
- Aleksander Fredro: Hölgyek és huszárok – Őrnagy, szabadságos huszártiszt
- Leonyid Rahmanov: Viharos alkonyat – Polezsájev Dimitrij Illarionovics, professzor
- Tamási Áron: Vitéz lélek – Lázár
- Tamási Áron: Hullámzó vőlegény – Kósa János, vagyonos ember
- Tamási Áron: Énekes madár – Bakk Lukács, vénlegény, az Eszter vőlegénye
- William Shakespeare: Hamlet – Claudius, Dánia királya
- William Shakespeare: Othello – Velence hercege
- William Shakespeare: Rómeó és Júlia – Páris gróf
- William Shakespeare: Szentivánéji álom – Demetrius; Zuboly, takács
- William Shakespeare: Macbeth – Duncan, skót király
- William Shakespeare: Sok hűhó semmiért – Galagonya
- Anton Pavlovics Csehov: Három nővér – Csebutikin Ivan Romanics, katonaorvos
- Anton Pavlovics Csehov: Ványa bácsi – Szerebrjakov, Alekszandr Vlagyimirovics, nyugalmazott egyetemi tanár
- George Bernard Shaw: Sosem lehet tudni – Fergus Crampton, hajógyáros
- George Bernard Shaw: Szent Johanna – Stogumber káplán
- Gáspár Margit: Ha elmondod, letagadom – Zsabka
- Rácz György: Ólommérgezés – A kissé ittas karmester
- Ilyés Gyula: Különc – Karlovitz
- Ilyés Gyula: Malom a Séden – Takács kapitány
- Dobozy Imre: A tizedes meg a többiek – Molnár Ferenc, tizedes
- Remenyik Zsigmond: "Vén Európa" Hotel – Don Carlos Knöpfle
- Csurka István: Nagytakarítás – Lovas
- Csurka István: Döglött aknák – Paál Károly
- Juliusz Słowacki: Mazepa – A Vajda
- Jókai Mór: Fekete gyémántok – Berend Iván
- Mikszáth Kálmán: A Noszty fiú esete Tóth Marival – Noszty Pál
- Móricz Zsigmond: Kerek Ferkó – Kerek Ferdinánd
- Friedrich Schiller: Ármány és szerelem – Kancellár
- Jean-Paul Sartre: A tisztességtudó utcalány – Fred
- Sarkadi Imre: Ház a város mellett – Bátori
- Thurzó Gábor: Az ürügy – Lénárd
- Jaroslav Hašek: Svejk – Katz, tábori lelkész

## Filmjei
| - Az ígéret földje (1961) - Befejezetlen tárgyalás (1969; rövid játékfilm) - Hószakadás (1974) - Tűzgömbök (1974) - A tanévzáró (1975; rövid játékfilm) – Tanár - Allegro barbaro (1979) - Kentaurok (1979) – Aususto - Magyar rapszódia (1979) - Októberi vasárnap (1979) – Alvinczy, a kabinetiroda főnöke | - A Hanákné ügy (1969) - A labda (1973) - A feladat (1975) - Sztrogoff Mihály (1977; tv-sorozat) 1. rész - Megtörtént bűnügyek (1978; tv-sorozat) Iskolatársak voltak című rész - Háromszoros halál (1979) |

## Szinkronszerepei
| Év   | Cím                                                 | Szereplő                       | Színész            | Szinkron év |
| ---- | --------------------------------------------------- | ------------------------------ | ------------------ | ----------- |
| 1953 | A Rajna szűze                                       | Jacques Ledru / Martin Schmidt | Jean Gabin         | 1975        |
| 1960 | Rocco és fivérei (1. szinkron változat)             | Morini                         | Roger Hanin        | 1961        |
| 1965 | Senki sem akart meghalni                            | Tevasz, az öreg medve          | Kazimirasz Vitkusz | 1976        |
| 1968 | Charly – Virágot Algernonnak (1. szinkron változat) | Dr. Richard Nemur              | Leon Janney        | 1976        |
| 1970 | Mesélő körhinta                                     | Író                            | Igor Kasincev      | 1973        |
| 1972 | Az édes szó: szabadság                              | N/A                            | N/A                | 1974        |
| 1972 | Holdfényes út                                       | Henri                          | Mieczysław Voit    | 1976        |
| 1972 | Kopernikusz                                         | N/A                            | N/A                | 1973        |
| 1972 | Mandarin                                            | Georges Lapierre               | Philippe Noiret    | 1976        |
| 1973 | A tavasz tizenhét pillanata (tv-sorozat)            | Rolf (9. részben)              | Alekszej Szafonov  | 1974        |
| 1973 | Csoda a 34. utcában                                 | Harper bíró                    | Tom Bosley         | 1975        |
| 1973 | Szalad, szalad a külváros                           | N/A                            | N/A                | 1974        |
| 1973 | Vadnyugat                                           | N/A                            | N/A                | 1976        |

## Díjai, elismerései
- Kisfaludy-díj (1963)
- Jászai Mari-díj (1970)